# اندرو گودپاستر
اندرو گودپاستر (انگلیسی: Andrew Goodpaster; ۱۲ فوریهٔ ۱۹۱۵ – ۱۶ مهٔ ۲۰۰۵) ژنرال نیروی زمینی ایالات متحده آمریکا بود، که در فاصله سال‌های ۱۹۶۹ تا ۱۹۷۴ به‌عنوان ششمین فرمانده عالی متفقین اروپا فعالیت می‌کرد و با حفظ سمت فرماندهی اروپایی ایالات متحده آمریکا را برعهده داشت.
گودپاستر فعالیت نظامی را از سال ۱۹۳۹ در نیروی زمینی آمریکا آغاز کرد، در فاصله سال‌های ۱۹۵۴ تا ۱۹۶۱ به‌عنوان دبیر کارکنان کاخ سفید فعالیت می‌کرد، از ۱۹۶۱ تا ۱۹۶۲ فرمانده لشکر ۸ پیاده و از ۱۹۶۶ تا ۱۹۶۷ مدیر ستاد مشترک بود. وی از ۱۹۶۷ تا ۱۹۶۸ فرماندهی کالج ملی جنگ را برعهده داشت و از ۱۹۷۷ تا ۱۹۸۱ فرمانده آکادمی نظامی ایالات متحده بود.